# Milnacipran
Milnacipran (cu denumirea comercială Impulsor, printre altele) este un medicament antidepresiv din clasa inhibitorilor recaptării de serotonină și noradrenalină (IRSN), fiind utilizat în tratamentul
sindromului fibromialgiei. Calea de administrare disponibilă este cea orală. Este aprobat pentru uz uman doar în Statele Unite ale Americii, iar Agenția Europeană a Medicamentului a refuzat acordarea autorizației de punere pe piață în UE.